# Terpsiphone
Terpsiphone é um gênero de aves passeriformes pertencente à família dos monarquídeos, que inclui os monarcas e os papa-moscas. O gênero possui 17 espécies, distribuídas desde a África subsaariana, seguindo ao Oriente Médio em direção a região da Ásia Oriental, até o Sudeste Asiático. Entre as espécies representantes, algumas são migratórias, mas a maioria delas sendo sedentárias. Possuem como característica marcante a cauda longa dos machos. Apresentam dimorfismo sexual acentuado, com as fêmeas tendo a cauda um pouco mais curta e plumagem menos vibrante.

## Taxonomia e sistemática
O gênero Terpsiphone foi introduzido pelo naturalista alemão Constantin Gloger em 1817. A espécie-tipo foi subsequentemente designada como papa-mosca-asiático-do-paraíso, descrita por Carlos Lineu em 1758, no Systema Naturae. O nome do gênero deriva dos termos em grego antigo τέρψη, terpsi, que significa "prazer"; e φωνή, phōnḗ, literalmente "voz, som".
São reconhecidas 17 espécies:
| Nome comum                             | Nome científico           | Autoridade          |
| -------------------------------------- | ------------------------- | ------------------- |
| Papa-moscas-do-paraíso-ardósia         | Terpsiphone bedfordi      | Ogilvie-Grant, 1907 |
| Papa-moscas-congolês                   | Terpsiphone rufocinerea   | Cabanis, 1875       |
| Papa-moscas-de-barriga-vermelha        | Terpsiphone rufiventer    | Swainson, 1837      |
| Papa-moscas-do-paraíso-de-ano-bom      | Terpsiphone smithii       | Fraser, 1843        |
| Papa-moscas-de-bates                   | Terpsiphone batesi        | Chapin, 1921        |
| Papa-moscas-do-paraíso                 | Terpsiphone viridis       | Müller, 1776        |
| Papa-moscas-do-paraíso-indiano         | Terpsiphone paradisi      | Linnaeus, 1758      |
| Papa-moscas-do-paraíso-indomalaio      | Terpsiphone affinis       | Blyth, 1846         |
| Papa-moscas-da-pequena-sunda           | Terpsiphone floris        | Büttikofer, 1894    |
| Papa-moscas-do-paraíso-chinês          | Terpsiphone incei         | Gould, 1852         |
| Papa-moscas-do-paraíso-asiático        | Terpsiphone atrocaudata   | Eyton, 1839         |
| Papa-moscas-do-paraíso-azul            | Terpsiphone cyanescens    | Sharpe, 1877        |
| Papa-moscas-do-paraíso-ruivo           | Terpsiphone cinnamomea    | Sharpe, 1877        |
| Papa-moscas-de-são-tomé                | Terpsiphone atrochalybeia | Thomson, 1842       |
| Papa-moscas-do-paraíso-malgaxe         | Terpsiphone mutata        | Linnaeus, 1766      |
| Papa-moscas-negro-das-seicheles        | Terpsiphone corvina       | Newton, 1867        |
| Papa-moscas-do-paraíso-das-mascarenhas | Terpsiphone bourbonnensis | Müller, 1776        |